# ديف هوسكينز
ديف هوسكينز (بالإنجليزية: Dave Hoskins)‏ هو لاعب كرة قاعدة أمريكي، ولد في 3 أغسطس 1925 في غرينوود في الولايات المتحدة، وتوفي في 2 أبريل 1970 في فلينت في الولايات المتحدة.

## وصلات خارجية
- ديف هوسكينز على موقعبيزبول رفرنس.كوم (الدوري الرئيسي) (الإنجليزية)
- ديف هوسكينز على موقعبيزبول رفرنس.كوم (الدوري الثانوي) (الإنجليزية)